# Алачєви
Алачєви — князівська родина кінця XVI — середини XVII століть хантського Кодського князівства, розташованого на правому березі Обі, між річкою Єндир та містом Берьозов. Рід названо за ім’ям найвпливовішого князя кінця XVI століття — Алача. 
Московське царство використовувало Алачевих для підкорення сусідніх хантських та мансійських племен та інших народів Західного Сибіру. 
У 1643 році останнього кодського князя Дмитра Михайловича Алачева викликали до Москви, записали в московські дворяни, виділили йому у вотчину повіт Лену поблизу Яренська, а Коду було приєднано до Московського царства. 
До кінця XVII століття рід Алачевих згас.